# アロリゾビウム属
アロリゾビウム属は硝酸細菌の一種、根粒菌の代表的なものである。グラム陰性の非芽胞形成好気性桿菌でリゾビウム科に属す。基準種のアロリゾビウム・ウンディコラほか計5種が知られる。属名は異なる根の生物を意味する。GC比は60。
なお、2001年に基準種かつ当時唯一の記載種であったアロリゾビウム・ウンディコラをリゾビウム属に移す提案がIJSEMに掲載された。この提案に従う場合、この属の地位は不安定なものとなる。2015年には旧リゾビウム属を細分化する提案も出され、2016年には新たに4種が記載された。
ミズオジギソウ (Neptunia prostrata; マメ科ネプツニア属) の根粒から発見され、DNA-DNA分離交雑法により、他の根粒菌とは異なるとして新種新属として提案された。コハク酸やピルビン酸、リンゴ酸は利用できるが酒石酸、クエン酸もグルタル酸、マロン酸などは利用できない。